# Ихсание (квартал в Еюпсултан)
„Ихсание“ (на турски: İhsaniye) е квартал на Истанбул, разположен в градска околия Еюпсултан. Общата му площ е 5,0 км2. Според данни на Адресната система за регистриране на населението (ABPRS) към 2024 г. населението на „Ихсание“ е 185 жители.